# ویتینگ (دژ)
ویتینگ (دژ) (به انگلیسی: Weeting Castle) یک دژ در انگلستان است که در نورفک واقع شده‌است.